# 사무엘기
사무엘기(그리스어: Βασιλειῶν 바실레온[*], 영어: Books of Samuel)는 구약성경의 9번째 책이다. 이스라엘에서 가장 위대한 판관인 사무엘의 일생과 그 시기에 일어난 사건들과 연합 이스라엘 왕국의 성립에 대해 기록하고 있다.
오늘날 사무엘기는 상권과 하권으로 나뉘는데, 원래는 하나의 책으로 형성되어 있었다. 그러나 헬라어 70인역을 작성한 번역가들이 이를 열왕기와 함께4권의 도서로 나누어 번역한 후에 열국기Books of Kingdoms 1, 2권으로 분류하면서 상권과 하권으로 나뉘었다. 이후 불가타역에서 이들은 다시 총 4권의 열왕기로 바뀌었으며, 그 후 킹 제임스 성경과 그 이후 버전등에 의해 이중 1-2권은 사무엘기 상권과 하권으로, 3-4권은 열왕기 상권과 하권으로 번역되었다.

## 내용

### 상권
사무엘 상권에서는 한나의 아들 사무엘이 출생하는 것에서 시작한다. 아이가 없는 한나는 만일 아들을 낳게 해준다면 그 아이를 바치겠다고 여호와에게 맹세한다. 실로의 제사장이었던 엘리는 그녀를 축복하고, 한나는 아들을 낳아 이름을 사무엘이라 짓는다. 사무엘은 나실인으로서 여호와 앞에 바쳐진다. 엘리의 두 아들인 홉니와 비느하스는 야훼 앞에 죄를 짓고, 아벡 전투에서 블레셋 사람들에게 패해 모두 죽지만, 사무엘은 여호와 앞에서 잘 성장한다.
아벡 전투에서 승리한 블레셋 사람들은 법궤를 실로에서 가지고 가서 그들이 섬기는 다곤 신전에 놓는다. 하지만 다곤 신상이 부수어지고 전염병이 퍼지는 것을 본 블레셋 사람들은 법궤를 이스라엘 민족에게 돌려보낸다. 이 때 원래 있던 장소인 실로 대신 베냐민 지파의 영토에 보낸다. 이후 이스라엘 민족이 베냐민 지파의 도시인 미스바에 모여들자 블레셋 사람들은 다시 이를 공격하는데, 사무엘이 여호와께 호소하여 블레셋인들을 물리치고 이스라엘 민족이 잃었던 땅을 되찾는다.
사무엘이 늙어서, 장남 요엘과 차남 아비야를 판관으로 임명한다. 그러나 이 둘이 부정한 행동을 이어가고, 이스라엘 민족은 다른 민족들처럼 왕을 세워줄 것을 간청한다. 사무엘은 이러한 요청을 좋아하지 않지만, 야훼의 명령으로 이를 받아들여 베냐민 지파의 사울을 왕으로 임명한다. 사울은 암몬의 나하스와의 전투에서 승리하고 왕으로 즉위한다. 이처럼 사울은 숱한 전투에서 승리하지만, 아말렉을 완전히 멸망시키라는 야훼의 명령에 불순종한 대가로 버림받는다.
야훼는 사무엘에게 베들레헴의 다윗을 왕으로 임명하라 명한다. 다윗은 사울의 종자이자 수금을 타는 역할로 사울을 수행하게 된다. 사울의 아들인 요나단은 다윗과 친구가 되고, 그가 진정한 왕이 되어야 한다는 것을 알게 된다. 사울은 다윗을 죽이려 하지만 다윗은 이를 피해 방랑한다. 다윗은 사울과 요나단이 길보아산에서 패배해 죽을 때에는 블레셋 사람들의 장군으로 활동하기도 했다.

### 하권
다윗은 요나단과 사울의 죽음을 슬퍼하며 이들의 업적을 칭송한다.
유다의 장로들은 다윗을 왕으로 선포하지만, 북쪽 지파들은 사울의 아들인 이스보셋을 왕으로 세운다. 기나긴 전쟁 끝에, 이스보셋은 부하인 바아나와 레갑에 의해 살해당한다. 이 둘은 자신들이 다윗에게 상을 받을 줄 알았지만 다윗은 야훼가 기름부은 이들을 감히 죽은 죄를 물어 이들을 처형한다. 다윗은 이후 전 이스라엘의 왕으로 등극한다.
다윗은 블레셋 사람들에게서 예루살렘을 점령하고 거기에 법궤를 옮긴다. 다윗은 성전을 건축하고자 하지만, 나단은 야훼께서 그의 아들이 성전을 지을 것이라고 한 말을 전한다. 다윗은 이스라엘의 적인 블레셋, 모아브, 에돔, 시리아, 아람 사람들을 물리친다.
다윗은 부하인 우리야가 전쟁에 나간 사이 그 부인인 밧세바와 간음하여 임신시킨다. 다윗은 우리야를 전투로 다시 보낸 다음 사지로 내몰아 죽게한다. 이로 인해 여호와는 나단을 통해 다윗의 집에 칼부림이 끊이지 않을것이란 재앙을 내린다.
이후 첫 번째 문제가 발생한다. 다윗의 아들인 암논이 배다른 누이인 다말을 강간한다. 그러자 다말의 친남매인 압살롬이 암논을 죽이고, 반란을 일으킨다. 다윗은 예루살렘을 떠나 압살롬과 싸우는데 결국 에브라임 숲 전투에서 압살롬이 죽으므로 반란은 막을 내린다.
이후의 내용들은 이전의 이야기와 다른 시간대를 다룬다. 다윗이 므비보셋을 제외한 사울의 후손을 모두 죽인 이야기, 다윗의 승전가, 시편 18절과 유사한 다윗의 유언, 다윗이 베들레헴의 우물물을 구한 이야기, 인구조사와 그에 따른 형벌로 전염병을 고른 이야기, 아라우나에게서 땅을 사들여 제단을 세운 이야기를 전한다.
이후의 이야기는 열왕기상에서 다윗의 죽음으로 이어진다.

## 해석
- 사무엘상 저자는 사무엘의 탄생이야기를 야훼의 주권을 믿는 신앙으로 써내려간다. 그는 사무엘의 어머니 한나의 태를 주님이 막았으나 한나의 기도를 듣고 사무엘이 태어나게 하였다고 말함으로써 모든 생명은 야훼의 뜻으로 태어난다고 말한다. 그런데 주님께서 사무엘이 태어나게 한 것은 단순히 한나가 간절하게 기도해서라기보다는 사무엘이 태어날 때의 이스라엘의 종교계가 예언자가 있어야 할만큼 타락했기 때문이다. 실제로 사무엘상 저자는 제사장 엘리의 두 아들인 홉니와 비느하스가 주님께 바치는 제물을 횡령하고 성전에서 봉사하는 여성과 성적인 관계를 맺었다고 고발했으며, 사무엘이 제사장 엘리에게 전한 야훼의 말씀도 제사장 엘리의 두 아들의 잘못과 엘리가 두 아들을 꾸짖기만 하고 처벌하지 않은 잘못에 대한 것이었다.

- 사무엘하 11장은 다윗의 죄는 교훈적으로 볼때 그리스도인도 죄를 지을 수 있고, 그리스도인이 어떻게 죄를 짓는가를 보여주는 것이다.

## 주제

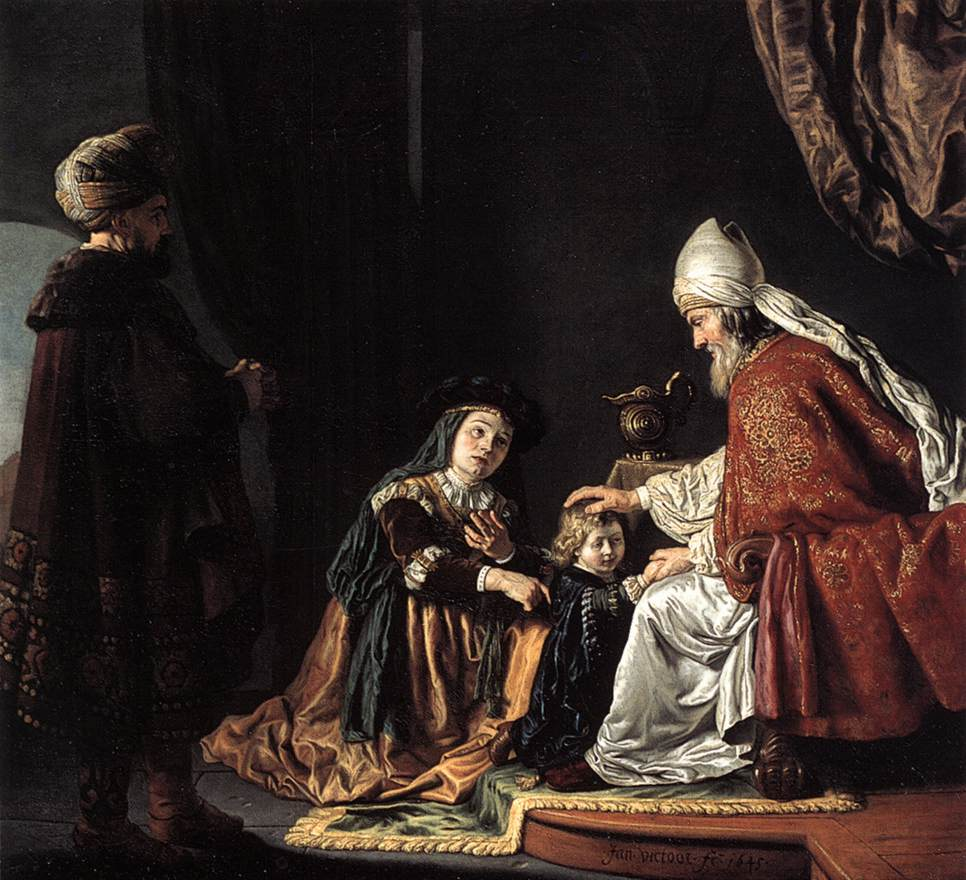
Hannah presenting Samuel to Eli, by Jan Victors, 1645

사무엘기는 신정정치에서 다윗 개인과 그 후손의 왕정정치로 넘어가는 내력이며, 그 왕조의 기원에 대한 신학적 해석이다. 책의 주제는 책의 서두에 있는 한 편의 시인 '한나의 노래'로 정리할 수 있는데, 첫째로 이스라엘의 민족신 야훼의 주권, 둘째로 인간 운명의 역전, 셋째로 왕권이다. 이 주제들은 사무엘, 사울, 다윗의 세 인물에 대한 이야기에서 다루어진다.

### 사무엘
사무엘은 신명기 18:15-22에서 예언된 "모세와 같은 예언자"의 묘사에 부응한다. 모세와 마찬가지로 그는 야훼와과 직접 접촉하고, 판관으로서 행동하며, 절대 실수를 하지 않는 완벽한 지도자의 모습을 보여준다. 사무엘이 이스라엘 자손을 적들로부터 성공적으로 방어한 것은 그들이 왕이 꼭 필요한 존재는 아니라는 것을 보여준다. 그러나 야훼는 이스라엘 백성에게 왕을 선물로 내리고, 사무엘은 그들이 야훼께 순종한다면 왕위는 저주가 아닌 축복이 될 수 있다고 설명한다.

### 사울
사울은 키가 큰 인물로 이스라엘 백성들이 눈에보이는 믿음을 필요로 하여, 이스라엘 장로들과 그 예언자인 사무엘이 지명한 왕이다. 그러나 결국 그는 순종하지 못해 외면받는다. 사울은 두 가지 결점이 있는데, 첫째는 사무엘 대신 제물을 바친 것이고, 둘째는 그가 야훼의 명령에 따라 아말렉 사람을 말살하지 못하고 제물로 바치기 위해 아말렉 가축을 남겨두었다고 변명한 것이다.

### 다윗
다윗의 부상은 사무엘기의 핵심 주제인데, 여기서 다윗은 사울의 합법적인 후계자로 정당화된다. 다윗은 항상 "주님이 기름부은자" 즉, 사울을 존중하고, 폭력으로 왕좌를 차지할 수 있는 기회가 많았지만 결코 그러지 않았으며 합법적으로 왕좌를 얻었다고 강조된다. 야훼가 택한 이스라엘의 왕으로서 다윗은 또한 야훼의 아들로 인정받는다. 야훼는 다윗과 그의 후손들에 대한 영원한 언약을 맺고, 왕조와 예루살렘의 신성한 보호를 약속한다.
사무엘하 23장은 사무엘 23은 다윗의 유언(1-7절)과 다윗의 37 용사에 대한 이야기를 담는다. 예루살렘 성경에서는 다윗의 유언을 다윗이 야곱과 모세의 문체로 한 말이라고 적혀 있다.

## 같이 보기
- 역사적 성경해석
- 북이스라엘 왕국
- 유다 왕국